# 잼배옥
잼배옥은 서울 중구에 위치한 유서 깊은 한식당이다. 1933년에 문을 열었으며 서울에서 다섯 번째로 오래된 현역 식당이다. 설렁탕 전문점이다. 이 식당은 1910~1945년 일제강점기와 1950~1953년 6.25 전쟁을 견뎌낸 도시의 몇 안 되는 설렁탕 식당 중 하나이다.
식당의 2대 주인에 따르면, 식당 이름은 도동에 있는 주인의 고향 지역 이름인 자바위에서 유래했다. 발음이 잠바위로, 다시 잼배로 바뀌었고, 옥은 집을 의미한다. 식당에는 항상 끓는 가마솥이 있다고 한다. 국물은 영원한 스튜와 비슷한 방식으로 계속 추가된다. 또한 도가니탕, 꼬리곰탕, 해장국과 같은 다른 요리도 제공한다.
이 식당은 1933년 김희준이 서울역 근처에서 처음 문을 열었다. 정확한 창립 날짜는 불확실하다고 한다. 창업자는 1932년 또는 1933년을 기억했고, 1933년을 보수적으로 보고했다. 1950~1953년 6.25 전쟁 중에 파괴되었다고 한다. 전쟁 중 김희준은 서울을 떠나 천막에서 다른 피난민들에게 음식을 제공했다. 1953년 휴전 후 김희준은 돌아와 남대문에서 영업을 재개했다. 1974년 식당은 현재 위치로 이전했다. 1982년 김희준이 사망하고 아들 김현민에게 식당을 물려주었다. 식당은 결국 손자 김경배와 손자 며느리 윤경숙에게 넘어갔다.

## 같이 보기
- 이문설농탕 – 대한민국에서 가장 오래된 식당이자 설렁탕 식당